# Greene County, Indiana
Greene County är ett county i delstaten Indiana, USA, med 33 165 invånare (2010). Den administrativa huvudorten (county seat) är Bloomfield.

## Geografi
Enligt United States Census Bureau har countyt en total area på 1 414 km². 1 403 km² av den arean är land och 11 km² är vatten.

### Angränsande countyn
- Clay County - nord
- Owen County - nord
- Monroe County - öst
- Lawrence County - sydost
- Martin County - syd
- Daviess County - syd
- Knox County - sydväst
- Sullivan County - väst

### Orter
- Bloomfield (huvudort)
- Lyons
- Worthington